# Palatální souhláska

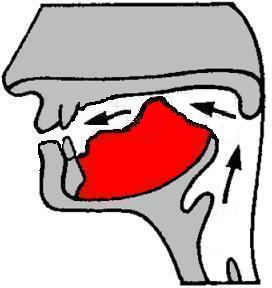
Poloha jazyka při výslovnosti palatálních souhlásek

Palatála, též předopatrová či tvrdopatrová souhláska, je zvuk, který je při řeči tvořen přiblížením nebo kontaktem hřbetu jazyka s tvrdým (předním) patrem (lat. palatum durum = tvrdé patro). Souhlásky tvořené prohnutím jazyka a obrácením špičky směrem k tvrdému patru nejsou palatální, ale retroflexní.
Palatální souhlásky jsou v češtině tradičně vnímány jako měkké (ď, ť, ň, j).